# بیدکهتو
بیدکهتو، روستایی از توابع بخش ه شهرستان نی‌ریز در استان فارس ایران است.

## جمعیت
این روستا در دهستان ده چاه قرار دارد و براساس سرشماری مرکز آمار ایران در سال ۱۳۸۵، جمعیت آن زیر سه خانوار بوده‌است.